# 勤勞感謝之日
勤勞感謝之日（日语：／ Kinrō Kansha no Hi）是日本的國民祝日之一。日期是11月23日。

## 概要
勤勞感謝之日是《國民祝日相關法律》（祝日法、昭和23年7月20日法律第178號）第2條規定的祝日，趣旨是「崇尚勤勞、慶祝生產、國民互相感謝」。1948年（昭和23年），由公布、施行的同法制定。
農業國家日本自古以來有向眾神慶祝五穀豐收的風習。飛鳥時代的皇極天皇時代開始的新嘗祭，是國家對收穫物表示感謝的重要祭祀，導入太陽曆後固定在11月23日，第二次世界大戰後，因驻日盟军总司令的占領政策，舉行新嘗祭之日改為「勤勞感謝之日」。
11月23日作為休假日，從1873年（明治6年）公布的《定年中祭日祝日之休暇日》（明治6年太政官布告第344號）開始，持續到現在。

## 關連項目
- 日本節日
- 感恩節
- 勞動節